# Tunnelbanedelegerade
Tunnelbanedelegerade, även Tunnelbanedelegationen, var en utredning 1940 som lade grunden för beslutet om utbyggnaden av Stockholms tunnelbana.
Utredningen tillsattes av stadskollegiet den 23 februari 1940 och leddes av de tunnelbanedelegerade fastighetsborgarrådet Harry Sandberg, gatuborgarrådet Yngve Larsson (ordförande), finansborgarrådet Halvar G. F. Sundberg, stadsplanedirektören Albert Lilienberg, gatudirektören David Anger, fastighetsdirektören Axel Dahlberg och spårvägsdirektören Gösta Hellgren. Sakkunnigt biträde var slusseningenjören Gösta Lundborg.
De delegerade avgav sitt huvudbetänkande den 6 september 1940, och principbeslutet att gå vidare med utbyggnaden till ett fullskaligt tunnelbanesystem togs av Stockholms stadsfullmäktige 16 juni 1941. Arbetet påbörjades 1944.